# 上山広忠
上山 広忠（かみやま ひろただ）は、戦国時代から安土桃山時代の武将。毛利氏と同族の長井氏の庶流であり、備後国世羅郡上山郷を本拠とした国人であった上山氏の当主。毛利氏家臣。父は備中加茂城の戦いで活躍した上山元忠。

## 生涯
備後国世羅郡上山郷を本拠とした国人・上山元忠の子として生まれる。
毛利輝元に仕え、文禄2年（1593年）2月3日に輝元から「善右衛門尉」の官途名を与えられる。
慶長4年（1599年）閏3月21日に父・元忠が死去したため後を継いだが、広忠も慶長6年（1601年）閏11月17日に死去。広忠には子が居なかったため、弟の元吉が後を継いだ。